# Madonna di Monticchiello
La Madonna di Monticchiello è un dipinto a tempera e oro su tavola (68x46 cm) di Pietro Lorenzetti, databile al 1315 circa e conservato nel Museo diocesano di Pienza. Forse faceva parte di un presunto Polittico di Monticchiello.

## Storia
L'opera proviene dalla pieve dei Santi Leonardo e Cristoforo a Monticchiello, presso Pienza, dove venne trafugata. Recuperata in seguito, venne conservata a lungo nella Pinacoteca nazionale di Siena per motivi di sicurezza. Secondo i principi museali di più recente condivisione, prevalse poi l'orientamento di conservare le opere nel territorio d'origine, restituendo l'opera a Pienza. 
L'attribuzione ha subito alcune oscillazioni: già assegnata ad Ambrogio Lorenzetti o a un generico "Maestro di Monticchiello", è oggi ritenuta con ampio consenso opera di Pietro. Non è tuttavia chiaro se l'opera fosse al cento di un polittico, i cui scomparti laterali potrebbero essere la Santa del Museo Tessé a Le Mans (forse Margherita o Agata) e i tre santi (Leonardo (?), Caterina d'Alessandria e Margherita (?)) del Museo Horne a Firenze.

## Descrizione e stile
La Madonna è rappresentata a mezza figura, col Bambino in braccio che le poggia una manina sulla spalla e le rivolge un intenso sguardo girandosi di profilo e ruotando la testa molto all'indietro, una posa insolita che dimostra uno studio naturalistico dell'autore: nelle opere del Lorenzetti le figure sono sempre intense e reali, mai troppo idealizzate e lontane. Madre e figlio congiungono le mani al centro, evidenziate dal candore sullo sfondo del manto scuro della Madonna. Tale veste ricade con pieghe di grande raffinatezza, evidenziate dall'andamento sinuoso del bordo ricamato d'oro. 
All'eleganza del disegno e alla grande cura del dettaglio quindi si unisce la solidità dei volumi, come dimostra ad esempio la costruzione delle gambe del Bambino, nell'ampio avvolgersi delle pieghe della tunichetta.